# Slesvigs bisperække
Slesvigs bisperække begynder med Slesvig Stifts oprettelse i 948.
- 947/48 Adaldag
- 947 Hored
- 948–968 Marco
- 995 Poppo
- Folkbert
- 999–1026 Ekkehard
- 1026–1034 Rudolf
- 1043–1085 Ratolf
- 1085 Sigvard
- 1106 Gunner
- 1120–1135 Adelbert
- 1135–1139 Rike
- 1140–1141 Hermann
- 1141–1145 Occo
- 1145–1161 Esbern
- 1161–1167 Occo
- 1167–1179 Friedrich
- 1179–1192 Biskop Valdemar (søn af Knud 5.)
- 1192–1233 Nikolaus 1.
- 1234–1238 Tyge
- 1240-1244 Johannes 1.
- 1244–1255 Eskil
- 1255–1265 Nikolaus 2.
- 1265–1282 Bonde (1268 blev Svavsted bispesæde)
- 1282–1287 Jakob
- 1287–1307 Berthold
- 1308–1331 Johannes 2. af Bokholt
- 1331–1342 Hellembert
- 1343–1351 Heinrich 1. af Warendorp
- 1351–1354 Dietrich Kagelwit
- 1354–1369 Nikolaus 3. Brun
- 1370–1374 Heinrich 2.
- 1375–1421 Johann 3. Skondelev
- 1421–1428 Heinrich 3.
- 1429–1474 Nikolaus 4.
- 1474–1488 Helrich
- 1488–1499 Eggert Dürkop
- 1499–1502 Juan de Castro
- 1502–1507 Detlef Pogwisch
- 1507–1542 Gottschalk af Ahlefeldt (den sidste katolske biskop)
- 1542–1551 Tilemann af Hussen
- 1551–1556 Hertug Frederik (søn af Frederik 1.)
- 1556–1586 Hertug Adolf af Slesvig-Holsten-Gottorp
  - 1562–1593 Paul af Eitzen (som superintendent)
  - 1593–1602 Jacob Fabricius der Ältere (puperintendent)
- 1602–1624 Hertug Ulrik (søn af Frederik 2.)